# Scrophularia elatior
Scrophularia elatior là một loài thực vật có hoa trong họ Huyền sâm. Loài này được Wall. ex Benth. miêu tả khoa học đầu tiên năm 1835.